# Middle East Airlines
Pour les articles homonymes, voir MEA.
طيران الشرق الأوسط ـ الخطوط الجوية اللبنانية
From Lebanon to the World
Middle East Airlines - Air Liban (arabe : طيران الشرق الأوسط ـ الخطوط الجوية اللبنانية) plus communément appelé Middle East Airlines (MEA) (arabe : طيران الشرق الأوسط) est la compagnie aérienne porte drapeau du Liban. Son siège est à Beyrouth, près de l'Aéroport international de Beyrouth. La compagnie est membre de l'alliance aérienne Skyteam depuis 2012 et fait partie de l'Association internationale du transport aérien et de l'Arab Air Carriers Organization.

## Histoire
La MEA (Middle East Airlines), fondée en 1945, a lancé ses premières routes aériennes entre Beyrouth et la Syrie, Chypre et l'Égypte puis vers l'Arabie saoudite, le Koweït et le Golfe. En 1963, à la suite de la fusion avec Air Liban, la MEA a ajouté des destinations vers l'Europe, le Moyen-Orient et l'Afrique de l'Ouest à son programme international.

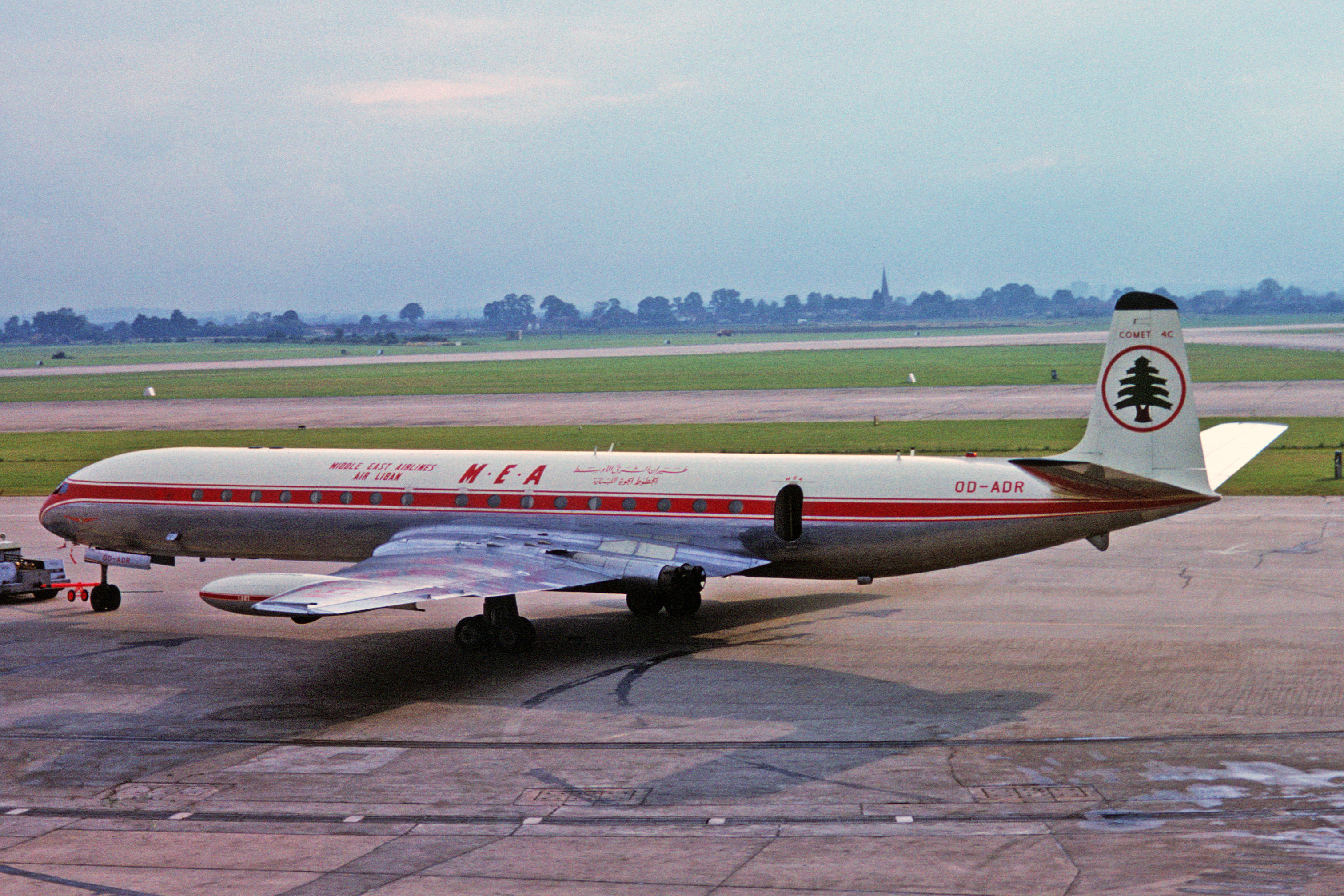
Un de Havilland DH106 Comet 4C à Londres Heathrow en 1963
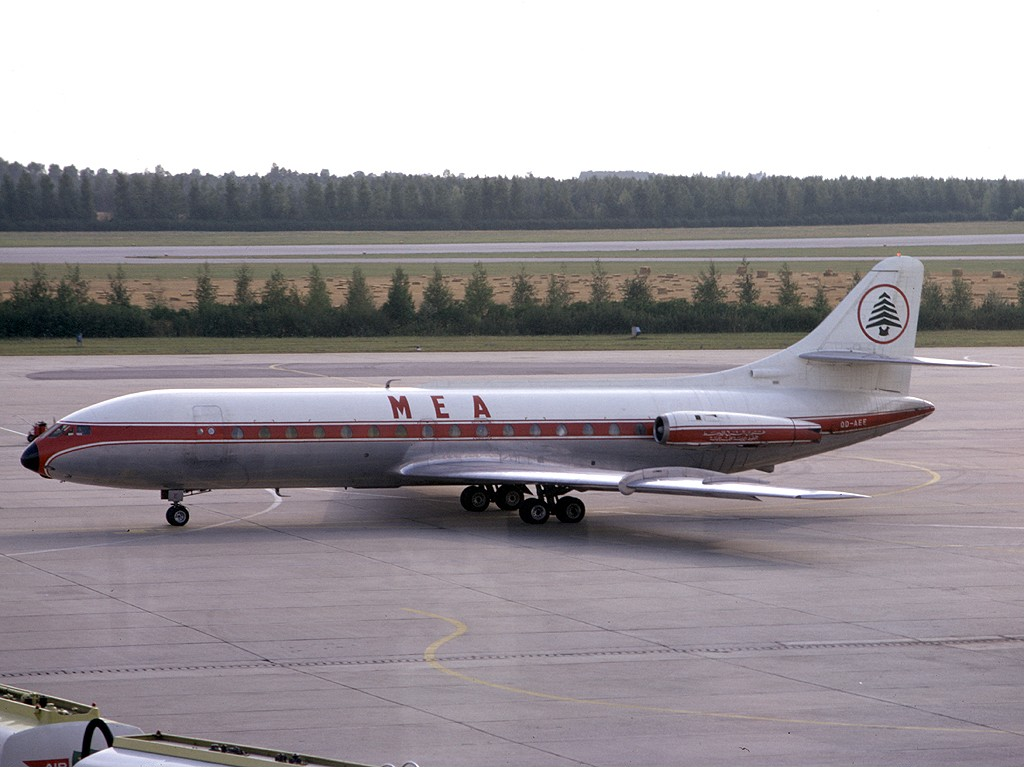
Caravelle de MEA à l'aéroport de Vienne
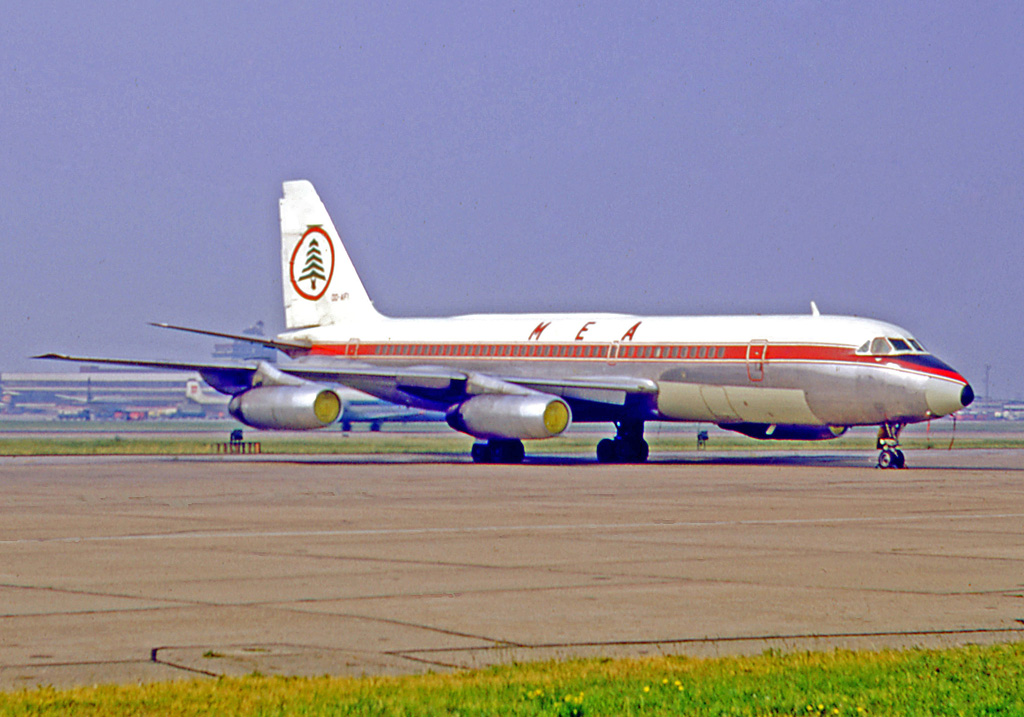
Convair 990A en 1970

En dépit de la destruction de 8 avions de ligne par les forces israéliennes lors de l'Opération Gift en 1968 et la fermeture de l'Aéroport international de Beyrouth pendant la guerre civile du Liban entre 1975 et 1990, la compagnie a pu survivre, en louant ses avions et le personnel à d'autres transporteurs internationaux.

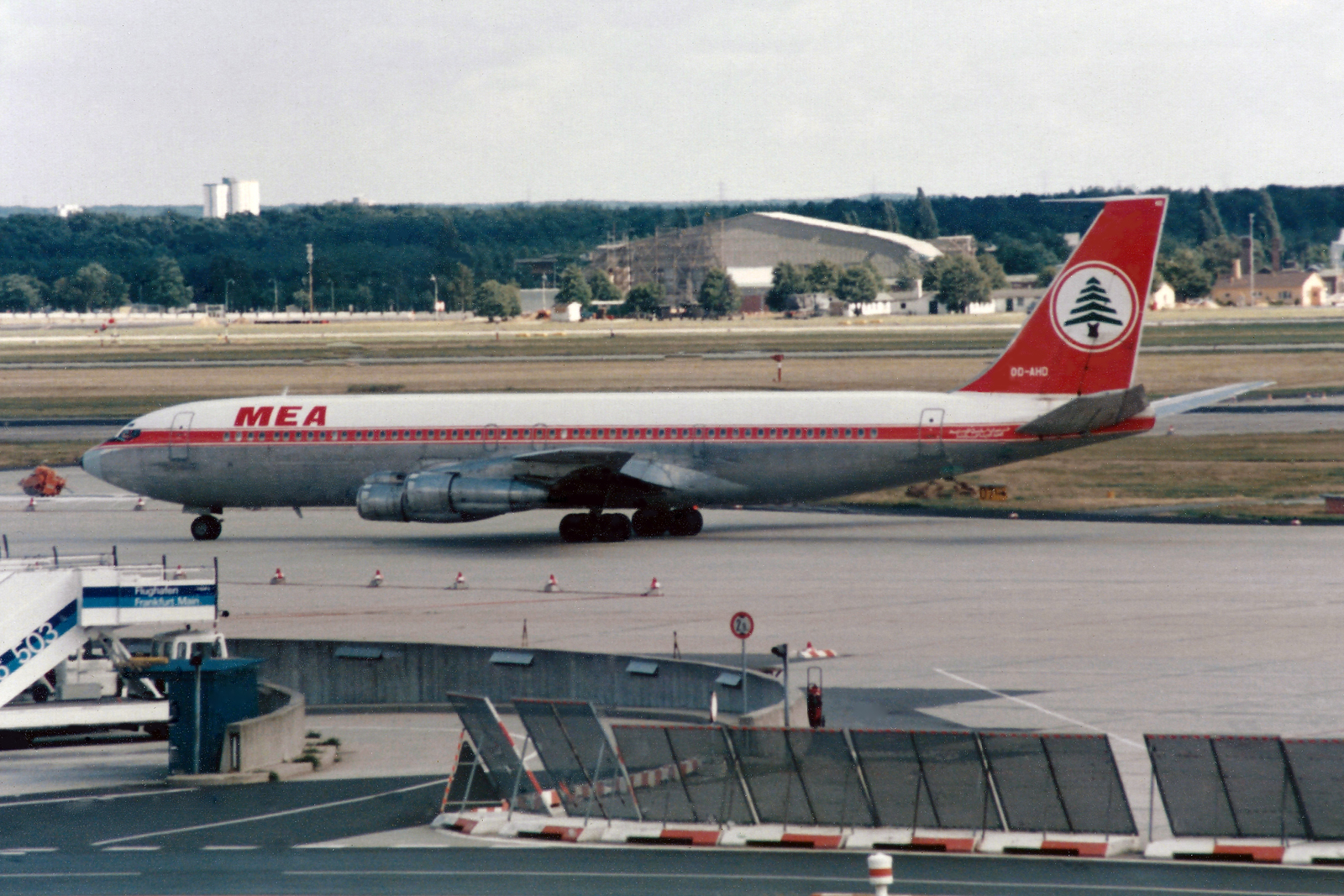
Boeing 707 de Middle East Airlines en 1985
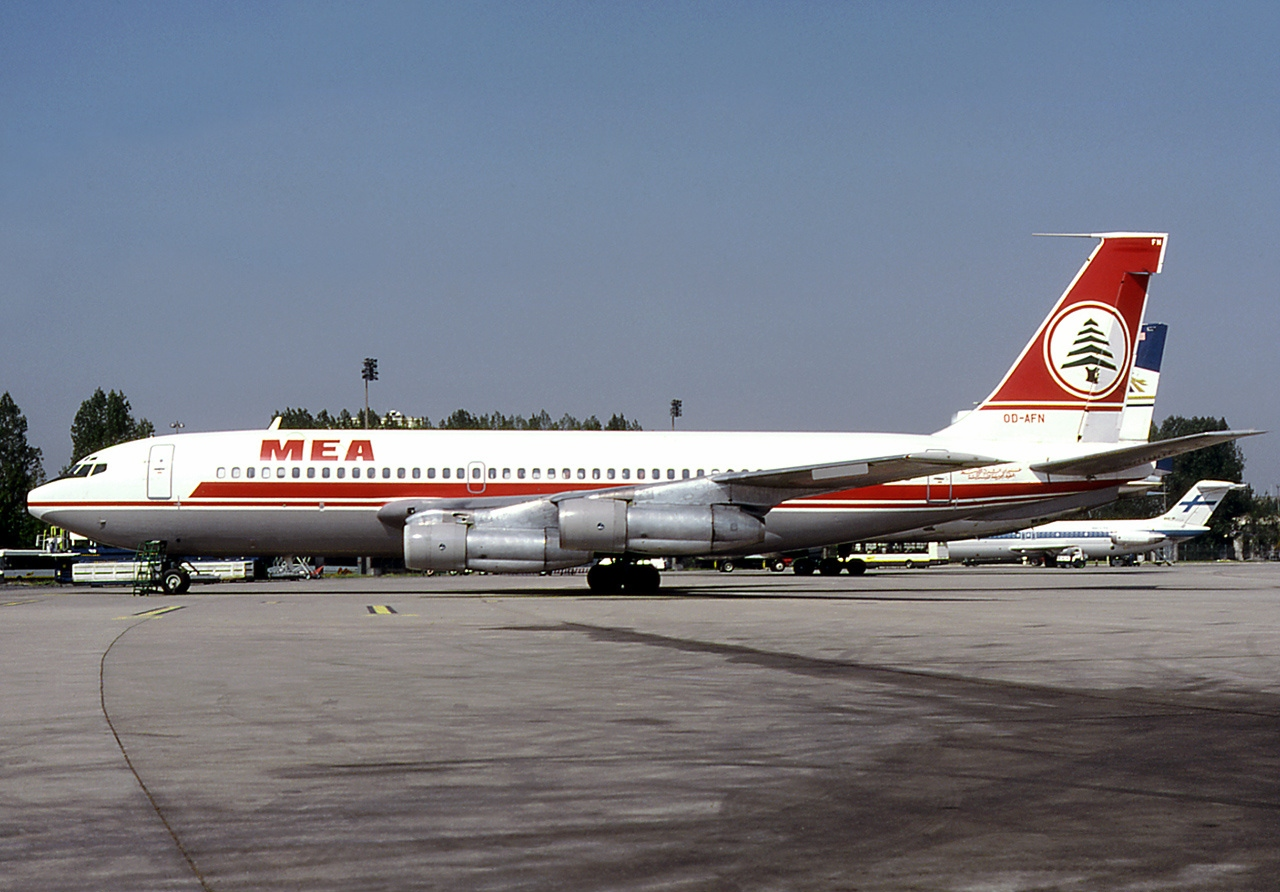
Boeing 720 en 1989

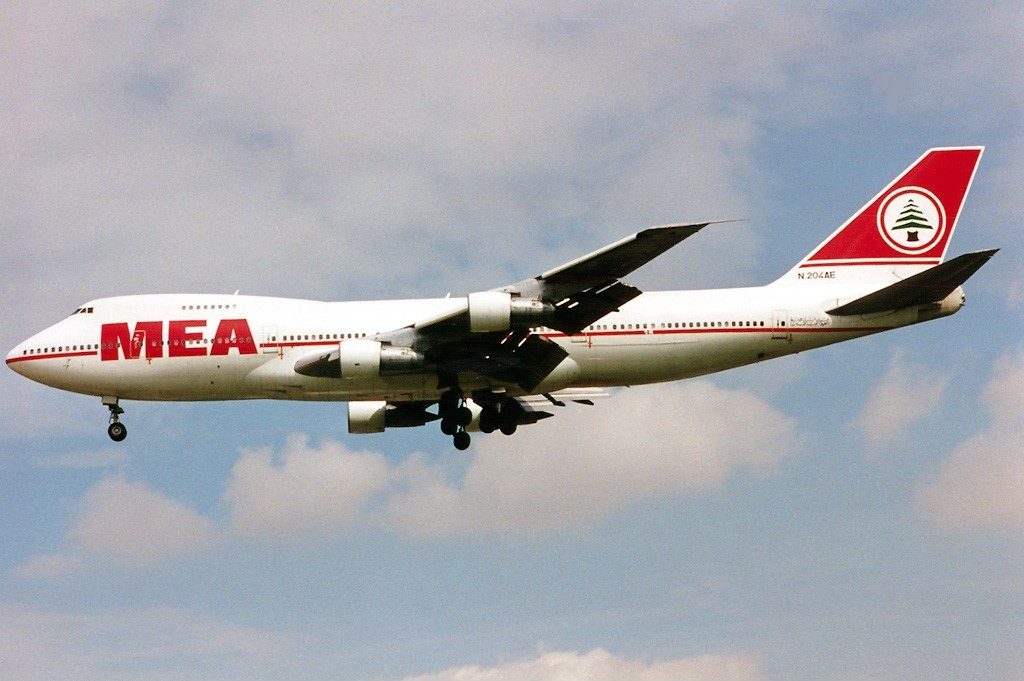
Boeing 747-200 de Middle East Airlines en 1995

Avec le retour à la normalité en 1990, la MEA a réussi à rétablir ses services vers ses destinations précédentes, à renforcer et améliorer son réseau vers l’Europe, le Moyen-Orient et le Golfe.

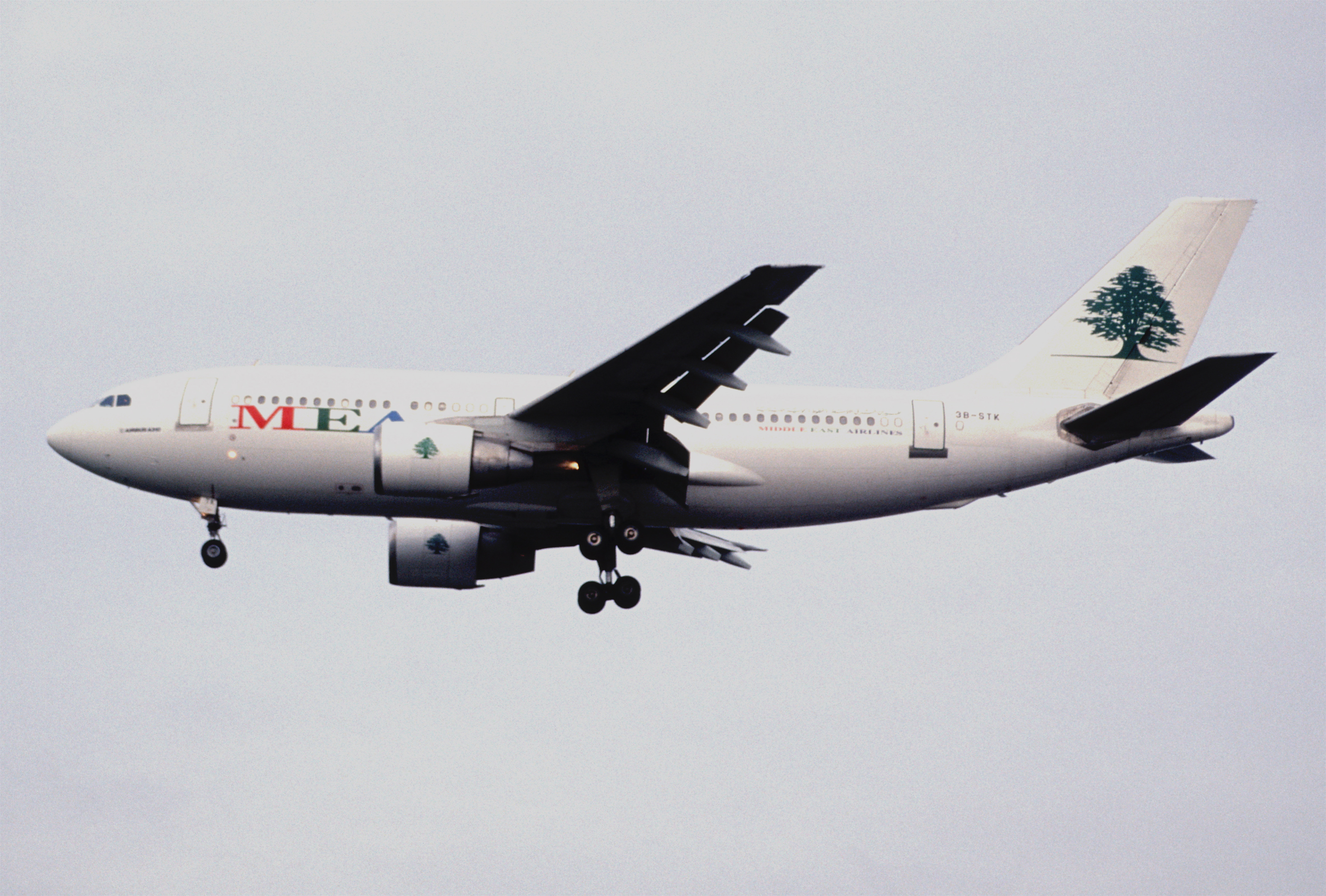
Un Airbus A310-200 en 2003

En 1998, un vaste programme de restructuration permit à la MEA de passer de la période des grosses pertes qui avaient atteint 87 millions de dollars en 1997 au stade des profits nets qui ont atteint 22 millions de dollars en 2003, et 50 millions de dollars en 2004. Le plan d’action inclut la révision du réseau, la rationalisation de la politique d'achats, la réduction des coûts, le lancement du programme Cedar Miles et des systèmes de gestion de la rentabilité, ainsi que d'autres mesures destinées à moderniser le réseau.
En été 2006, le Conflit israélo-libanais a fortement perturbé l'activité commerciale de la compagnie puisque l'aéroport de Beyrouth était fermé. MEA opérait alors des vols vers Damas mais clouait la majorité de ses appareils à Larnaca, Amman et Paris. Toutefois, la crise fut de courte durée puisqu'une fois cette dernière terminée, l'activité de la Middle East reprit très rapidement.
En 2007, Middle East Airlines passa une commande auprès d'Airbus pour un nombre important de monocouloirs (famille des Airbus A320) mais aussi pour des Airbus A330.
Le 28 février 2011, Middle East Airlines a signé à Beyrouth un accord pour intégrer l'alliance Skyteam. Cette intégration dans l'alliance Skyteam est effective depuis le 28 juin 2012.
En juin 2019, la MEA commande quatre Airbus A321 XLR, et devient ainsi la première compagnie à commander ce type d'appareil. Ces avions sont attendus pour 2023. Quatre autres Airbus A330-900 sont commandés et la livraison doit avoir lieu en 2021.
| - Airbus A320-232 - A321neo de la compagnie reçu en 2020 |

En 2020, la compagnie reçoit le premier A321neo parmi neuf commandés. Il porte une livrée mise à jour.

## Destinations

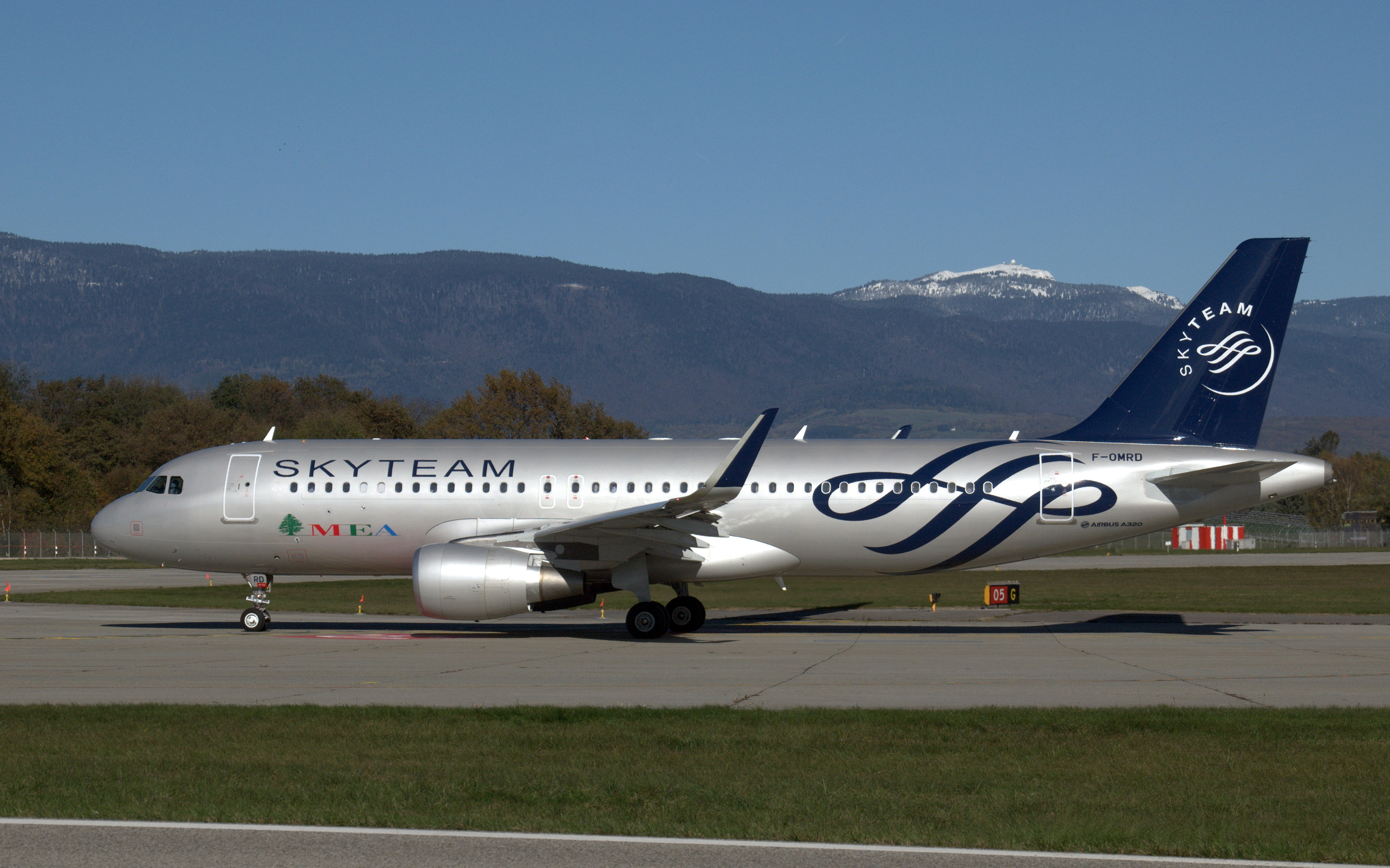
Airbus A320 avec sharklets, dernier arrivé chez la MEA en novembre 2013 aux couleurs de Skyteam.

Middle East Airlines - MEA exploite des vols réguliers depuis sa plate-forme de Beyrouth (Aéroport international de Beyrouth - Rafic Hariri) vers une trentaine de villes dans le monde, en particulier vers l'Europe, l'Afrique et les pays du golfe.

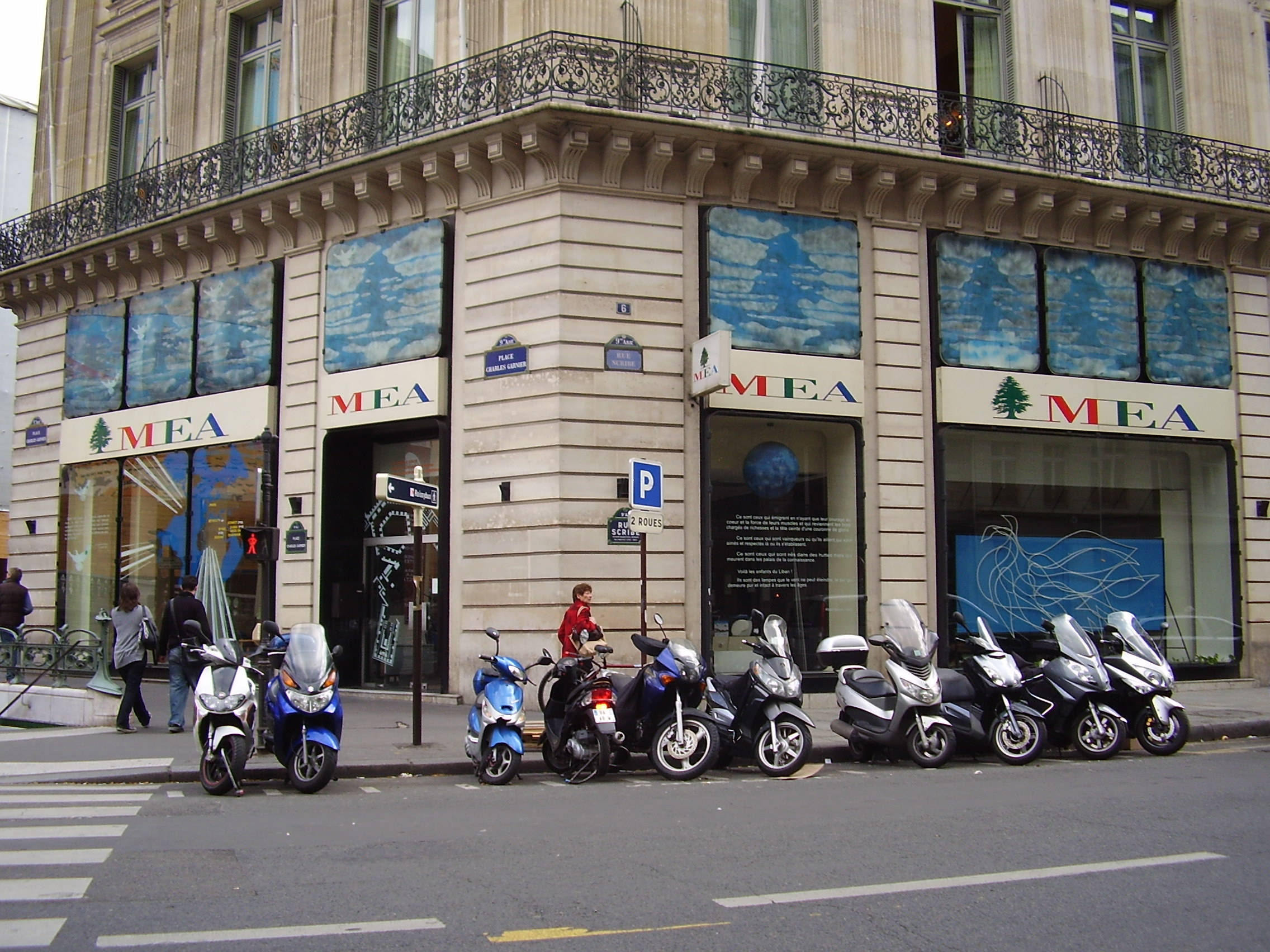
Bureau de Middle East Airlines dans le 9e arrondissement, Paris

Europe:
- Francfort
- Erevan-Zvarnots
- Bruxelles-National
- Larnaca
- Copenhague-Kastrup
- Madrid-Barajas
- Marseille-Provence
- Nice-Côte d'Azur
- Paris-Charles de Gaulle
- Athènes E.-Venizélos
- Milan-Malpensa
- Rome Léonard-de-Vinci/Fiumicino
- Londres-Heathrow
- Genève-Cointrin
- Istanbul

Asie, Proche et Moyen-Orient:
- Dammam-roi Fahd
- Djeddah - Roi-Abdelaziz
- Médine-Prince M. Bin Abdulaziz
- Riyad-roi Khaled
- Abou Dabi
- Dubaï
- Bagdad
- Bassorah
- Ernabella
- Nadjaf
- Amman-Reine-Alia
- Koweït
- Beyrouth-Rafic Hariri
- Doha-Hamad
- Manama-Bahreïn

Afrique:
- Abidjan-F.-H.-Boigny
- Le Caire
- Accra-Kotoka
- Kano-Mallam Aminu
- Lagos-Murtala Muhammed

 En saison : 
- Mykonos
- Rhodes-Diagoras
- Antalya
- Dalaman
- Charm el-Cheikh

### Partage de code
En septembre 2014, outre ses partenaires Skyteam, la MEA offre des programmes de vols en coopération avec les compagnies aériennes suivantes :
- Aeroflot*
- Air Canada
- Air France*
- Alitalia*
- Etihad Airways
- Qatar Airways
- Royal Jordanian
- Saudia*
- Tarom
- Tunisair
- Gulf Air

membres Skyteam*
La MEA participe aussi au programme tgvair de la SNCF

## Flotte

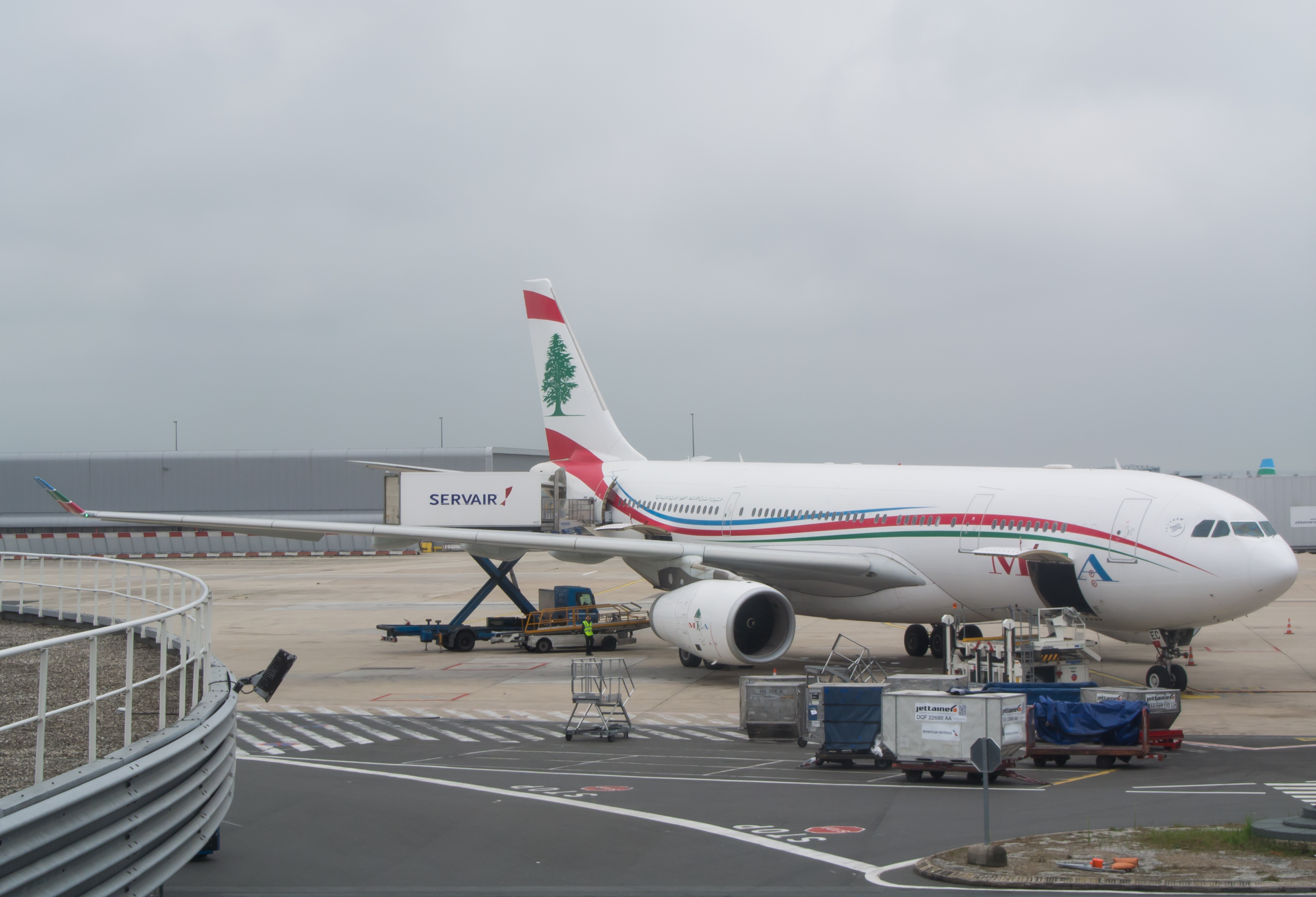
Un Airbus A330-200 de MEA à l'aéroport de Paris Roissy Charles-De-Gaulle, Terminal 2E

En janvier 2023, la MEA dispose des appareils suivants :

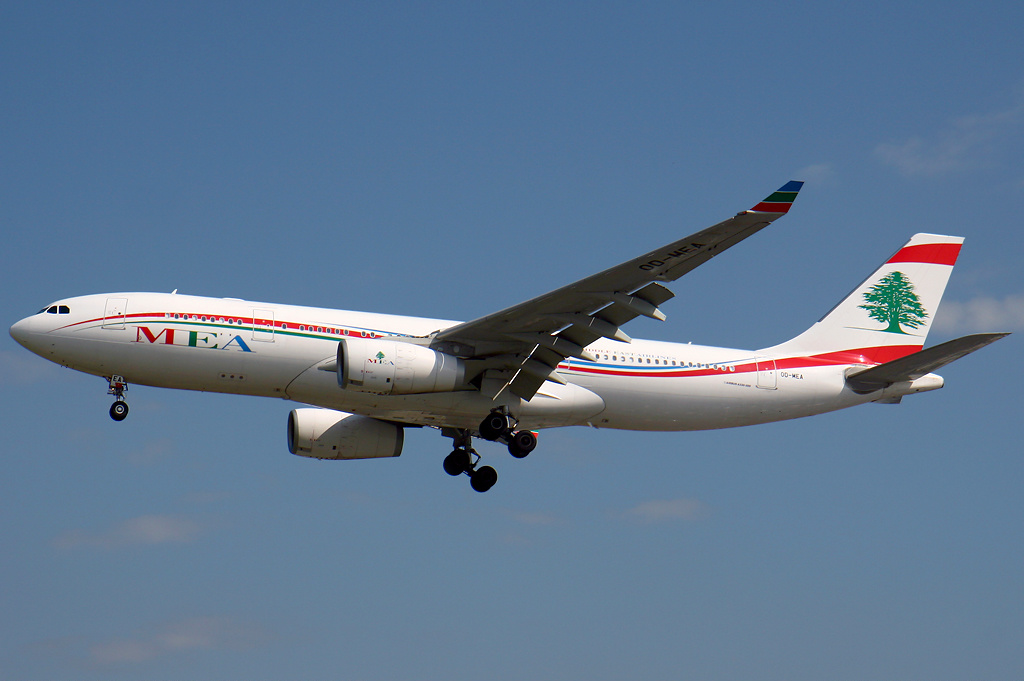
Airbus A330-200

- Sa flotte a un âge moyen de 5,6 an en 2016, ce qui fait de la MEA une des compagnies avec l'une des plus jeunes flottes au monde.
- Tous les avions de la MEA sont équipés de systèmes de divertissements personnels : chaque siège dispose d'un écran individuel qui offre des films et des informations sur le vol. Sur ses A330, la MEA a également installé des jeux, la vidéo et la musique à la demande en classe économique et en classe affaires.
- La MEA a annoncé en décembre 2005 qu'elle augmentera la taille de sa flotte en acquérant un nouvel Airbus en 2007 et un autre en 2008. C'est ce qu'elle fit en :
- En mars 2007, le PDG de la MEA Mohamad el-Hout a déclaré dans une interview que la compagnie a commandé 4 nouveaux Airbus A330, d'un coût total de 900 millions de dollars financé par la deuxième banque libanaise, Banque Audi. Les premiers avions ont été livrés en juin 2008.
- En juin 2007, MEA a acheté 2 Airbus A320 financés par la banque Fransabank.
- En mai 2011, MEA a acheté 1 Airbus A320-232 financé par la banque Fransabank.
- Fin 2011, MEA se sépare de 2 Airbus A321 qui rejoindront la flotte de la compagnie turque Atlasjet en 2012.
- Le 20 janvier 2012, Airbus livre à MEA un 7e A320 portant le numéro de série "5000". les deux derniers sont livrés respectivement le 26 mai et le 20 juin 2012.
- Le 12 juillet 2012, Airbus annonce que la Middle East Airlines a signé un accord portant sur l'acquisition de cinq A320neo et cinq A321neo, ainsi que huit
- options[9]. Les avions devraient être livrés d'ici 2018. Le coût de la commande est estimé à 1.05 milliards de dollars.
- En mai 2015, la MEA confirme avoir fait la commande d'un Embraer Legacy 500 avec une option pour le même modèle. En mai de la même année, la MEA dévoile un A321 peint dans un style rétro pour le 70e anniversaire de la compagnie.
- Le 2 et 31 mars 2016, la MEA a reçu ses 2e et 3e Airbus A320. Ils sont équipés de moteurs IAE V2500 et de winglets.
- En juillet 2019 la MEA a annoncé la commande de 4 A321neo XLR . MEA devient la première compagnie au monde à commander le nouvel A321neo XLR .

## Galerie d'images

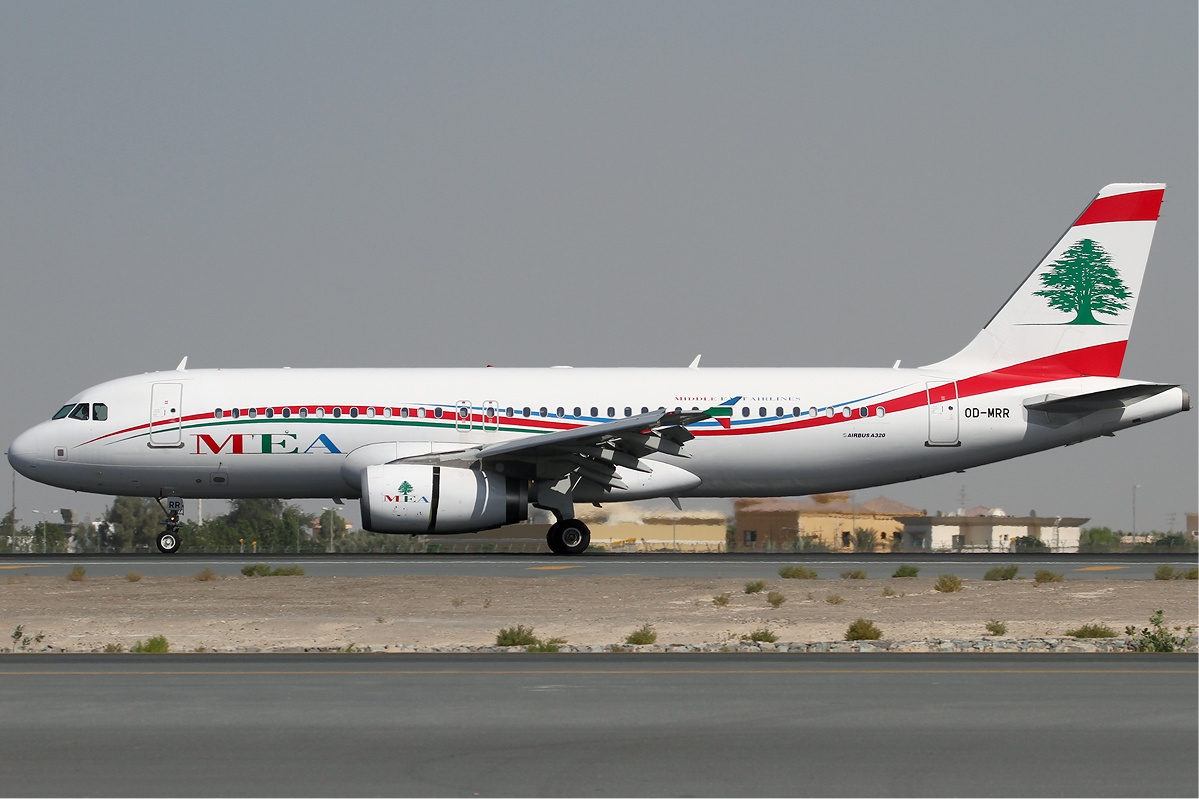
Airbus A320 de la MEA à l'aéroport de Dubai
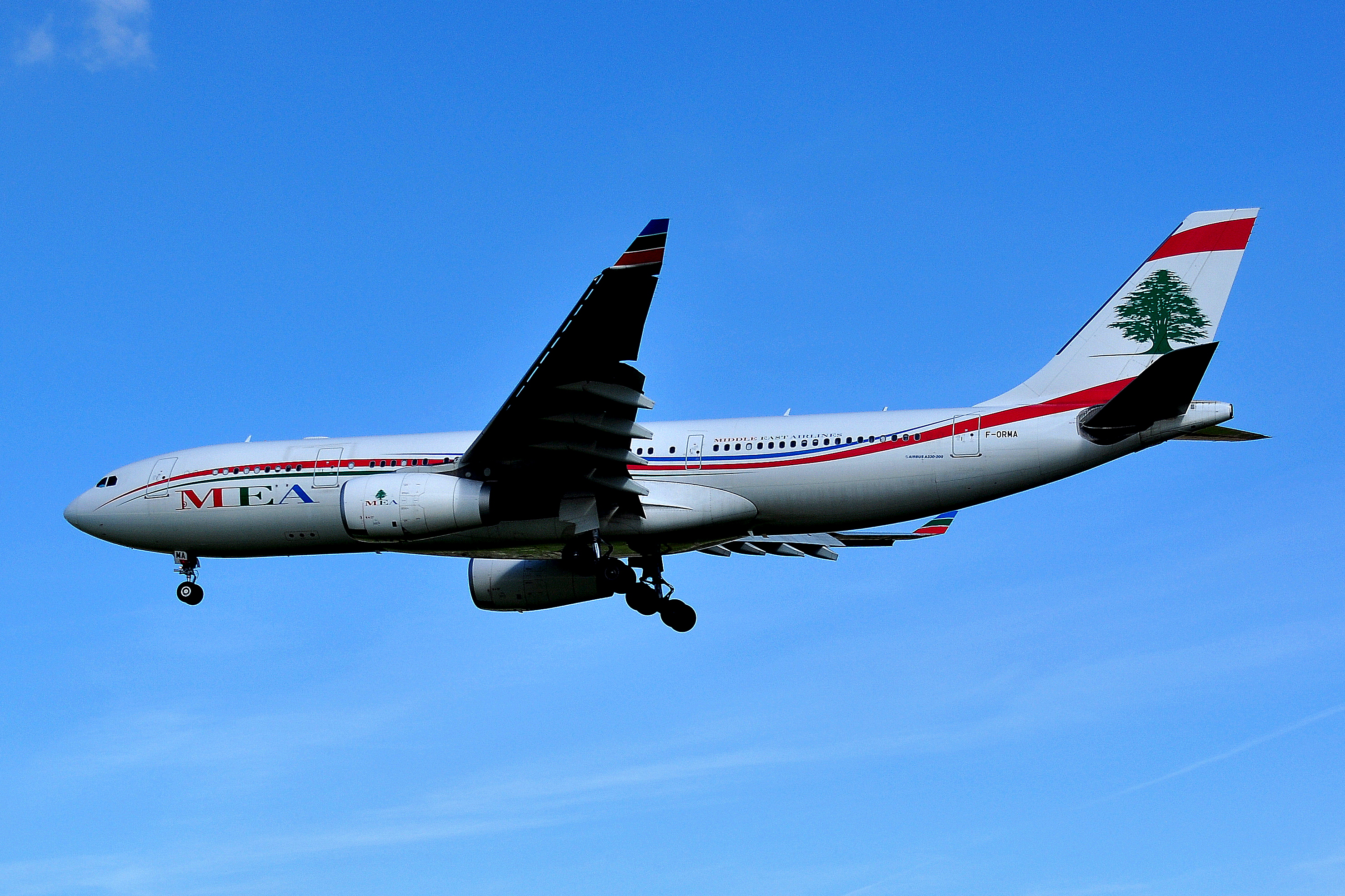
Airbus A330-243 de la MEA
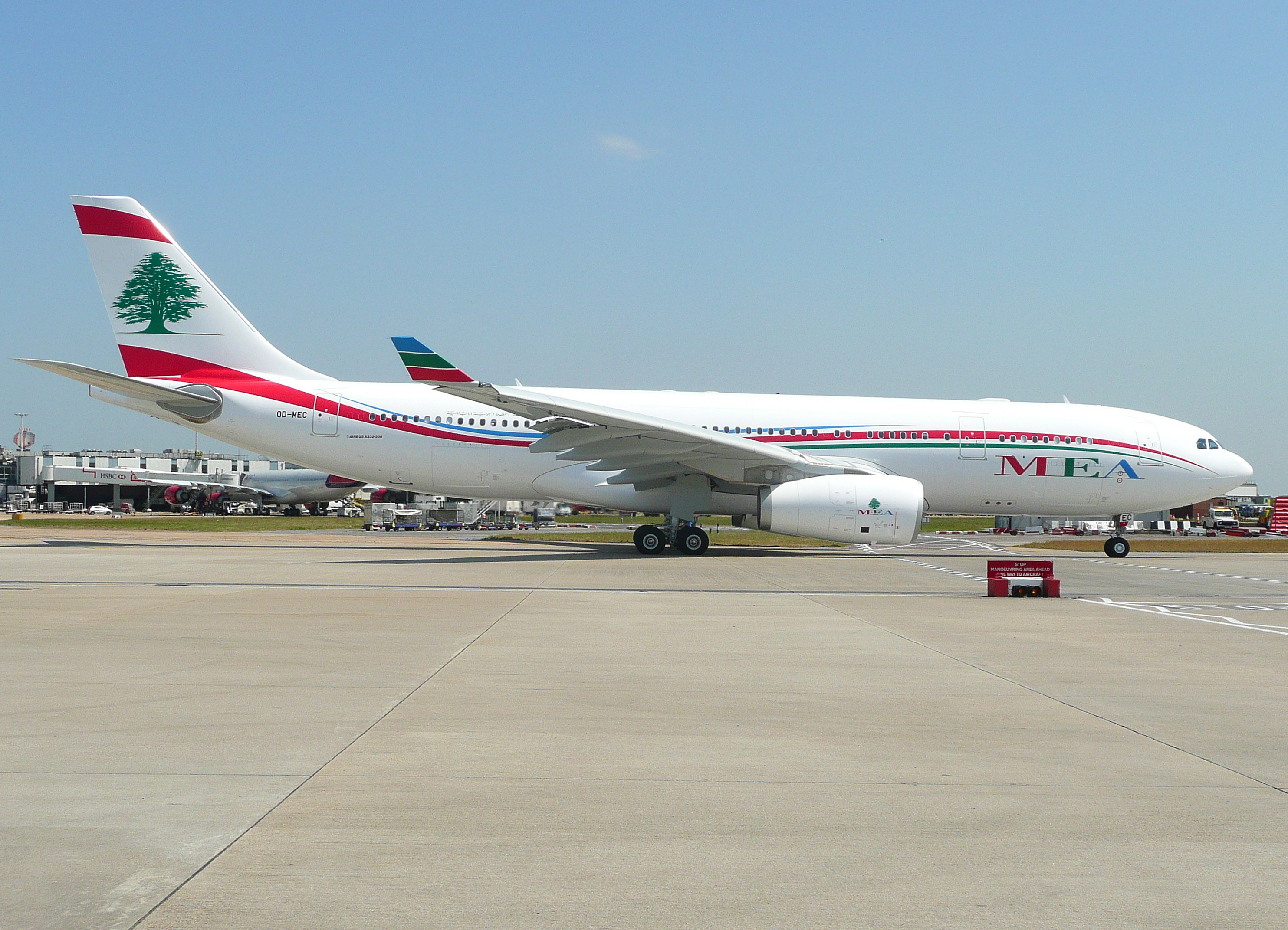
MEA A330 - 200